# Hans-Jürgen Heß

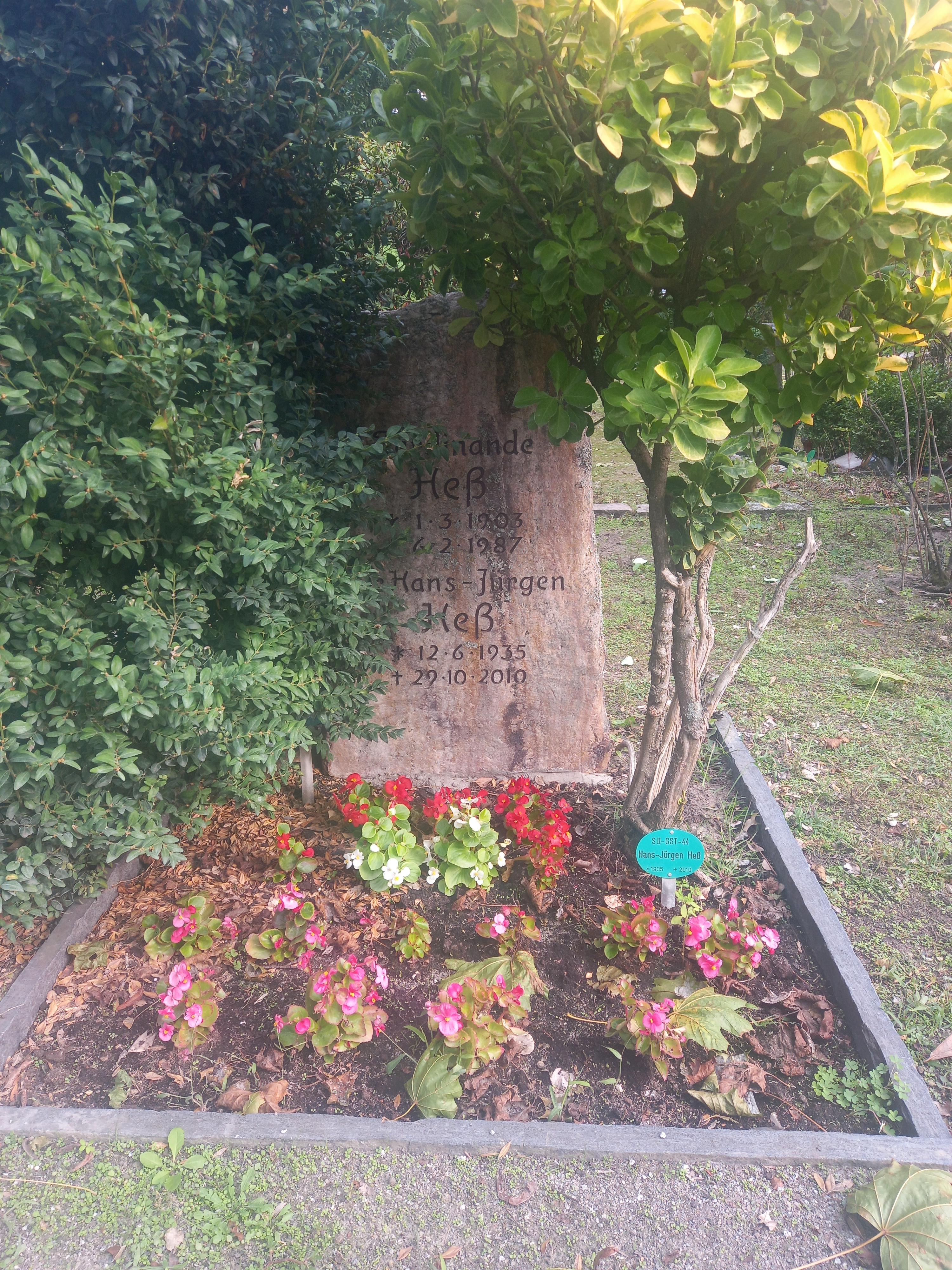
Das Grab von Hans-Jürgen Heß auf dem Urnenfriedhof Seestraße in Berlin

Hans-Jürgen Heß (* 12. Juni 1935 in Berlin; † 29. Oktober 2010 ebenda) war ein Berliner SPD-Politiker.

## Ausbildung und Beruf
Hans-Jürgen Heß machte 1954 in der Askanischen Oberschule sein Abitur. Nach der Ausbildung als Postinspektor arbeitete er im gehobenen Postdienst. In einem Abendstudium belegte er ab 1960 Politikwissenschaft an der Freien Universität, das er 1964 als Diplom-Politologe abschloss. Im folgenden Jahr wurde Heß hauptamtlicher Vorsitzender der Deutschen Postgewerkschaft Berlin. Seit Juli 1974 arbeitete er für 25 Jahre als Leiter der Verwaltung des Deutschen Bundestages im Berliner Reichstagsgebäude. Neben seiner beruflichen Tätigkeit promovierte er 1983 zum Dr. rer. pol.
1999 trat Heß in den Ruhestand, ehrenamtlich übernahm er dann die Geschäftsführung des Zentralverbandes der Ingenieurvereine (ZBI) e.V. bis zu seinem Tod.

## Familie
Hans-Jürgen Heß war verheiratet mit der Bezirksbürgermeisterin von Berlin-Wedding Erika Heß (1934–1986). Sie hatten zwei Kinder.

## Politik
Hans-Jürgen Heß trat 1958 der SPD bei. 1963 wurde er in die Bezirksverordnetenversammlung Zehlendorf gewählt. Von 1969 bis 1971 war er der Kreisvorsitzende der SPD Zehlendorf. Bei der Wahl 1971 wurde er erstmals zum Mitglied des Abgeordnetenhauses von Berlin gewählt, dieses blieb er bis zum Juni 1981. Erneut wurde Heß 1985 bis 1991 Abgeordneter.

## Ehrungen
- Bundesverdienstkreuz am Bande, 1985
- Bundesverdienstkreuz Erster Klasse, 1995